# Коленовка (Тверская область)
Коле́новка — деревня в Калининском районе Тверской области России. Входит в состав Эммаусского сельского поселения.

## География
Расположена к юго-востоку от Твери, в 2 км от центра поселения посёлка Эммаусс и реки Волги.

## Население
| 2008 | 2010 |
| ---- | ---- |
| 11   | ↘9   |

В 1997 году — 7 хозяйств, 9 жителей. На 2021 год население постоянное 22-25 человека

## Инфраструктура
Личное подсобное хозяйство с зоной сельскохозяйственного использования, индивидуальная застройка усадебного типа.

## Транспорт
Деревня доступна автотранспортом. В двух километрах к северу проходит  участок автомагистрали Москва — Санкт-Петербург М10 (E 105).
1. 1 2  Всероссийская перепись населения 2010 года. Населённые пункты Тверской области